# 금무산
금무산(錦舞山)은 대한민국 경상북도 칠곡군 왜관읍 금산리, 낙산리와 지천면 금호리에 걸쳐 있는 높이 279m의 산이다. 북서쪽에 왜관산업단지가 조성되어 있고, 소나무와 참나무가 많고, 석탄이 매장되어 있다.

## 같이 보기
- 칠곡 금무봉 나무고사리화석 산지